# 岡崎哲二
岡崎 哲二（おかざき てつじ、1958年〈昭和33年〉5月25日 - ）は、日本の経済学者。明治学院大学経済学部教授。専門は日本経済史で、特に「制度と組織についての分析」を行っている。経済産業研究所 (RIETI) ファカルティーフェロー、キヤノングローバル戦略研究所 (CIGS) 研究主幹も務める。

## 経歴
- 東京都出身[1]
- 1965年 愛育幼稚園卒業
- 1977年 麻布高等学校卒業[2]
- 1981年 東京大学経済学部経済学科卒業
- 1986年 東京大学大学院経済学研究科博士課程修了（経済学博士）
- 同年 東京大学社会科学研究所助手
- 1989年 東京大学経済学部助教授
- 1996年-1997年 スタンフォード大学客員研究員
- 1999年 東京大学大学院経済学研究科教授
- 2002年-2003年 スタンフォード大学経済学部客員教授
- 2002年 フランス社会科学高等研究院客員教授
- 2008年 財団法人東京経済研究センター代表理事
- 2012年-2015年 International Economic History Association (IEHA) 副会長
- 2015年-2018年 International Economic History Association (IEHA) 会長
- 2018年- International Economic History Association (IEHA) 名誉会長
- 2024年 明治学院大学経済学部教授

## 著書

### 単著
- 『日本の工業化と鉄鋼産業 経済発展の比較制度分析』（東京大学出版会、1993年）
- 『工業化の軌跡 経済大国前史』（読売新聞社、1997年）
- 『江戸の市場経済 歴史制度分析からみた株仲間』（講談社、1999年）
- 『持株会社の歴史 財閥と企業統治』（ちくま新書、1999年）
- 『生産組織の経済史』（東京大学出版会、2000年）
- 『経済史の教訓 危機克服のカギは歴史の中にあり』（ダイヤモンド社、2002年）
- 『コア・テキスト経済史』（新世社、2005年）

### 編著
- 『取引制度の経済史』（東京大学出版会、2001年）
- 『生産組織の経済史』（東京大学出版会、2005年）
- 『通商産業政策史』第3巻・産業政策（経済産業調査会、2012年）

### 共著
- （菅山真次・西沢保・米倉誠一郎）『戦後日本経済と経済同友会』（岩波書店、1996年）
- （奥野正寛・植田和男・石井晋・堀宣昭）『戦後日本の資金配分 産業政策と民間銀行』（東京大学出版会、2002年）

### 共編著
- （吉川洋）『経済理論への歴史的パースペクティブ』（東京大学出版会、1990年）
- （奥野正寛）『シリーズ現代経済研究(6)現代日本経済システムの源流』（日本経済新聞社、1993年）
- （青木昌彦・奥野正寛）『市場の役割 国家の役割』（東洋経済新報社、1999年）
- （伊丹敬之・藤本隆宏・伊藤秀史・沼上幹）『リーディングス日本の企業システム 第2期』全5巻（有斐閣、2005年-2006年）

### 訳書
- アブナー・グライフ『比較歴史制度分析』（監訳：神取道宏、訳：有本寛・尾川僚・後藤英明・結城武延、NTT出版、2009年）

### 主要論文
- “Impact of Natural Disasters on Industrial Agglomeration:The Case of the Great Kanto Earthquake in 1923,” Explorations in Economic History, 60: 52-68, 2016 (with Asuka Imaizumi, Kaori Ito)
- “Acquisitions, Productivity, and Profitability: Evidence from the Japanese Cotton Spinning Industry,”American Economic Review 105(7): 2086-2119, (with Serguey Braguinsky, Atsuhi Ohyama and Chad Syverson）
- “Sources of Productivity Improvement in Industrial Clusters: The Case of the Prewar Japanese Silk-Reeling Industry,” Regional Science and Urban Economics, May 2014, v. 46, pp. 27-41. (with Yutaka Arimoto and Nakajima, Kentaro)
- “Productivity Change and Mine Dynamics: The Coal Industry in Japan during World War II,” Jahrbuch fuer Wirtschaft Geschichte 2014/2:31-48, 2014
- “Interbank Networks in Prewar Japan: Structure and Implications,” (with Michiru Sawada) Industrial and Corporate Change, April: 463-506, 2012
- “Supplier Networks and Aircraft Production in Wartime Japan,” Economic History Review, 64(3): 973-994, 2011
- “Industrial Policy Cuts Two Ways: Evidence from Cotton Spinning Firms in Japan, 1956-1964,” (with Kozo Kiyota), Journal of Law and Economics, 33: 587-609, 2010
- “Agrarian Land Tenancy in Prewar Japan: Contract Choice and Implication on Productivity,” (with Yutaka Arimoto and Masaki Nakabayashi) Developing Economies, 48(3): 293-318, 2010
- “Micro-aspects of Monetary Policy: Lender of Last Resort and Selection of Banks in Pre-war Japan,” Explorations in Economic History, 44(4): 657-679, 2007
- “Effects of a Bank Consolidation Promotion Policy: Evaluating Bank Law in 1927 Japan,” (with Michiru Sawada), Financial History Review, 14(1): 29-61, 2007
- “The Fall of "Organ Bank" Relationships During the Wave of Bank Failures and Consolidations: Experience in Pre-war Japan,” (wuth Michiru Sawada and Ke Wang), Corporate Ownership and Control, Vol.5-1, 2007
- “‘Voice’ and ‘Exit’ in Japanese Firms during the Second World War: Sanpo Revisited,” Economic History Review, 59(2)：374-395, 2006
- “The Role of Merchant Coalition in Pre-modern Japanese Economic Development,” Explorations in Economic History, 42: 184-201, 2005
- “Measuring the Extent and Implications of Director Interlocking in Prewar Japanese Banking Industry,” (with Michiru Sawada and Kazuki Yokoyama）Journal of Economic History, 65(4), 1082-1115, 2005